# ヨハン・フリードリヒ・ホルネル

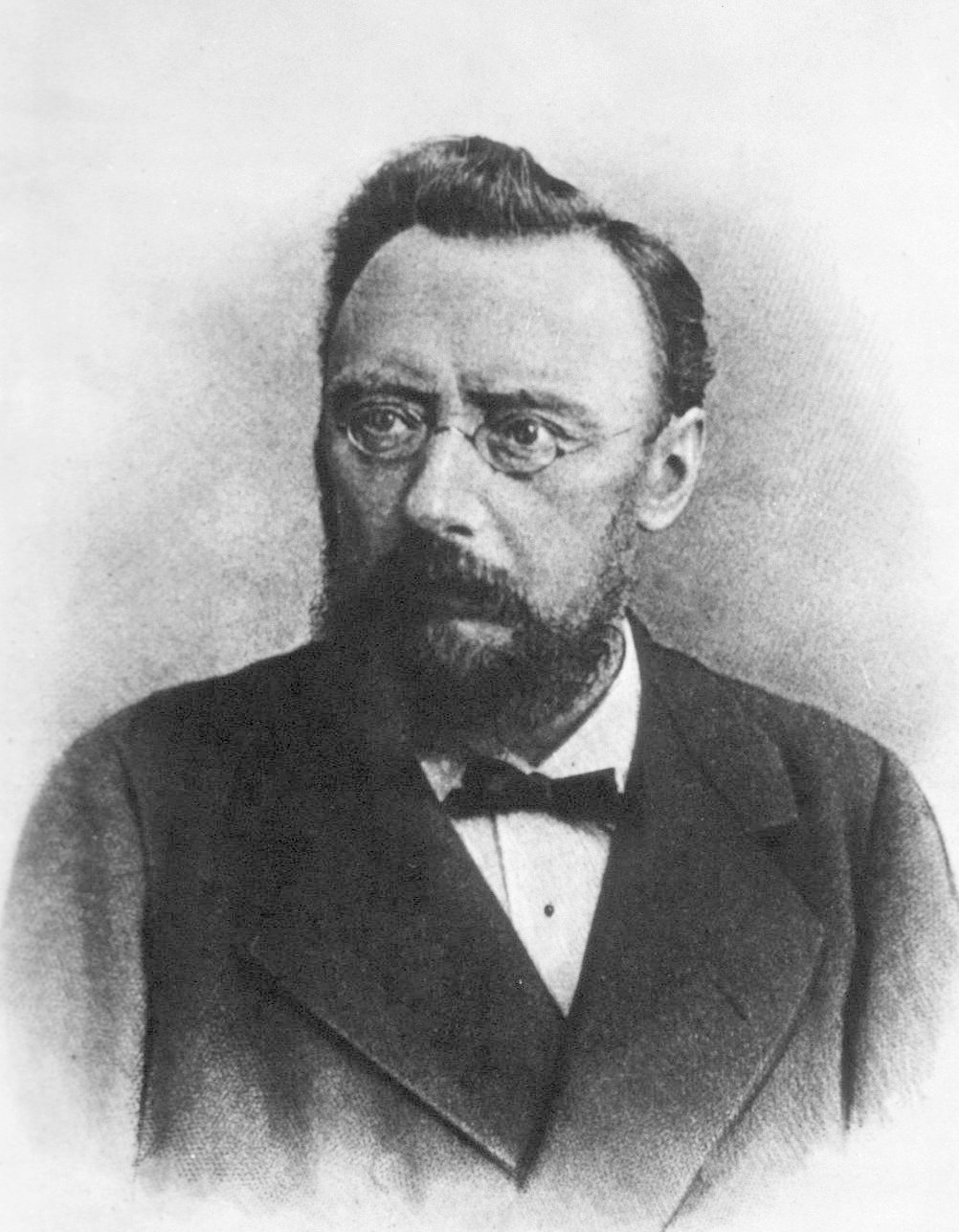
Johann Friedrich Horner

ヨハン・フリードリヒ・ホルネル（Johann Friedrich Horner、1831年3月27日-1886年12月20日）はスイスのチューリッヒ大学に拠点をおいて活動した眼科医である。
1854年にチューリッヒ大学から医学士の学位を受けると、ホルネルはウィーンとベルリンで研究を続けた。ベルリンでは有名な眼科医アルブレヒト・フォン＝グレフェ（1828年-1870年）の助手を務めた。ホルネルが眼科医になろうと決めたのはこの頃である。1856年にチューリッヒに戻り、後にホッティングホフという眼科医院を開業した。
ホルネルは1873年に眼科学の教授になった。1886年に死去すると、チューリッヒ大学の教授職は、オットー・ハーブ（1850年-1931年）が引き継いだ。
交感神経系の病気であるホルネル症候群は、1869年に症例を記述したのに続いて自分に因んで名付けたものである。ホルネルの名前は、眼輪筋の分泌部である「ホルネル筋」とも関係があり、tensor tarsi muscleとして知られることもある。人生でホルネルは目の疾患に関する論文を約40書いた。

## 参照
- Whonamedit.com entry on Horner このURLは2006年2月27日に閲覧した。
- van der Wiel HL. (May 2002). “Johann Friedrich Horner”. J Neurol. 249 (5):  636–7. doi:10.1007/s004150200079.

1. ↑  Mondofacto Dictionary definition of orbicularis oculi muscle